# Christos Christovasilis
Christos Christovasilis (? de ? de 1861 — ? de ? de 1937) foi um escritor grego.